# Манассас-Парк (Вірджинія)
Манассас-Парк (англ. Manassas Park) — незалежне місто в США,  в штаті Вірджинія. Населення — 17 219 осіб (2020).

## Географія
Манассас-Парк розташований за координатами 38°46′8″ пн. ш. 77°26′55″ зх. д. / 38.76889° пн. ш. 77.44861° зх. д. ( 38.768991, -77.448680).  За даними Бюро перепису населення США в 2010 році місто мало площу 6,57 км², з яких 6,56 км² — суходіл та 0,00 км² — водойми.

## Демографія
Згідно з переписом 2010 року, у місті мешкали 14 273 особи в 4507 домогосподарствах у складі 3212 родин. Густота населення становила 2174 особи/км².  Було 4904 помешкання (747/км²). 
Расовий склад населення:
| - 55,9 % — білих - 13,0 % — чорних або афроамериканців - 9,0 % — азіатів - 0,4 % — корінних американців - 0,1 % — вихідців з тихоокеанських островів - 16,1 % — осіб інших рас |

До двох чи більше рас належало 5,4 %. Іспаномовні складали 32,5 % від усіх жителів.
За віковим діапазоном населення розподілялося таким чином: 28,4 % — особи молодші 18 років, 66,0 % — особи у віці 18—64 років, 5,6 % — особи у віці 65 років та старші. Медіана віку мешканця становила 30,9 року. На 100 осіб жіночої статі у місті припадало 103,0 чоловіків;  на 100 жінок у віці від 18 років та старших — 102,1 чоловіків також старших 18 років.
Середній дохід на одне домашнє господарство  становив 87 858 доларів США (медіана — 73 528), а середній дохід на одну сім'ю — 95 751 долар (медіана — 78 177). Медіана доходів становила 51 578 доларів для чоловіків та 43 113 долари для жінок. За межею бідності перебувало 7,9 % осіб, у тому числі 10,1 % дітей у віці до 18 років та 6,2 % осіб у віці 65 років та старших.
Цивільне працевлаштоване населення становило 7991 осіб. Основні галузі зайнятості: науковці, спеціалісти, менеджери — 17,4 %, освіта, охорона здоров'я та соціальна допомога — 13,0 %, мистецтво, розваги та відпочинок — 12,8 %.